# Karl Brjullov
Karl Pavlovič Brjullov (rusky Карл Па́влович Брюлло́в, 12. prosincejul./ 23. prosince 1799greg. Petrohrad, Rusko – 23. června 1852 Manziana, Papežský stát, dnes Itálie) byl ruský romantický malíř.

## Život
Začal jako akademik. V létech 1830–1833 žil v Itálii, kde namaloval obraz Poslední den Pompejí, který dokládá jeho zaujetí Davidem a Ingresem. Obraz mu ve vlasti vynesl velkou slávu, dokonce i hrabě Edward Bulwer-Lytton, který napsal knihu se stejnojmenným názvem, jež vyšla r. 1834, byl jím okouzlen. Pařížský salon mu udělil zlatou medaili, a to přispělo k jeho pověsti úspěšného malíře historických námětů.
V další fázi své tvorby Brjullov nicméně opustil historické malířství a maloval portréty ruských šlechticů a šlechtičen, ale i významných ruských literátů, a také několik autoportrétů.

## Galerie

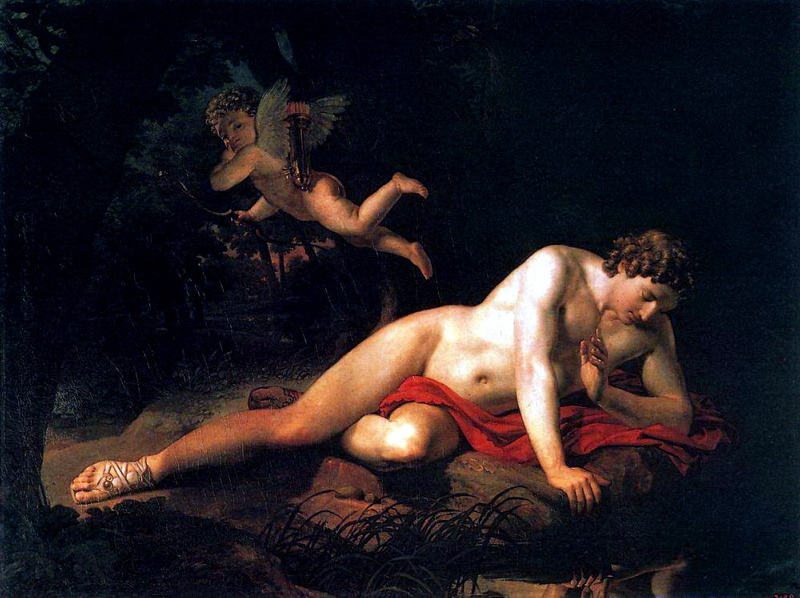
Narcis, 1819
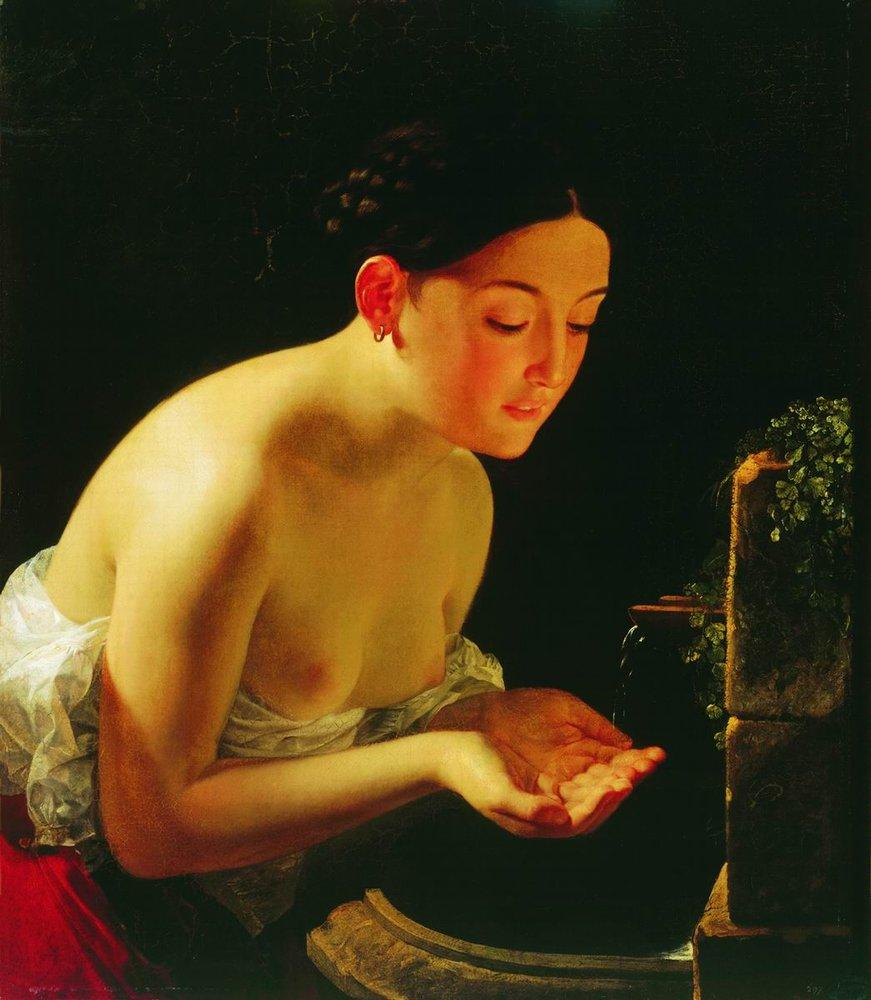
Italské ráno, 1823
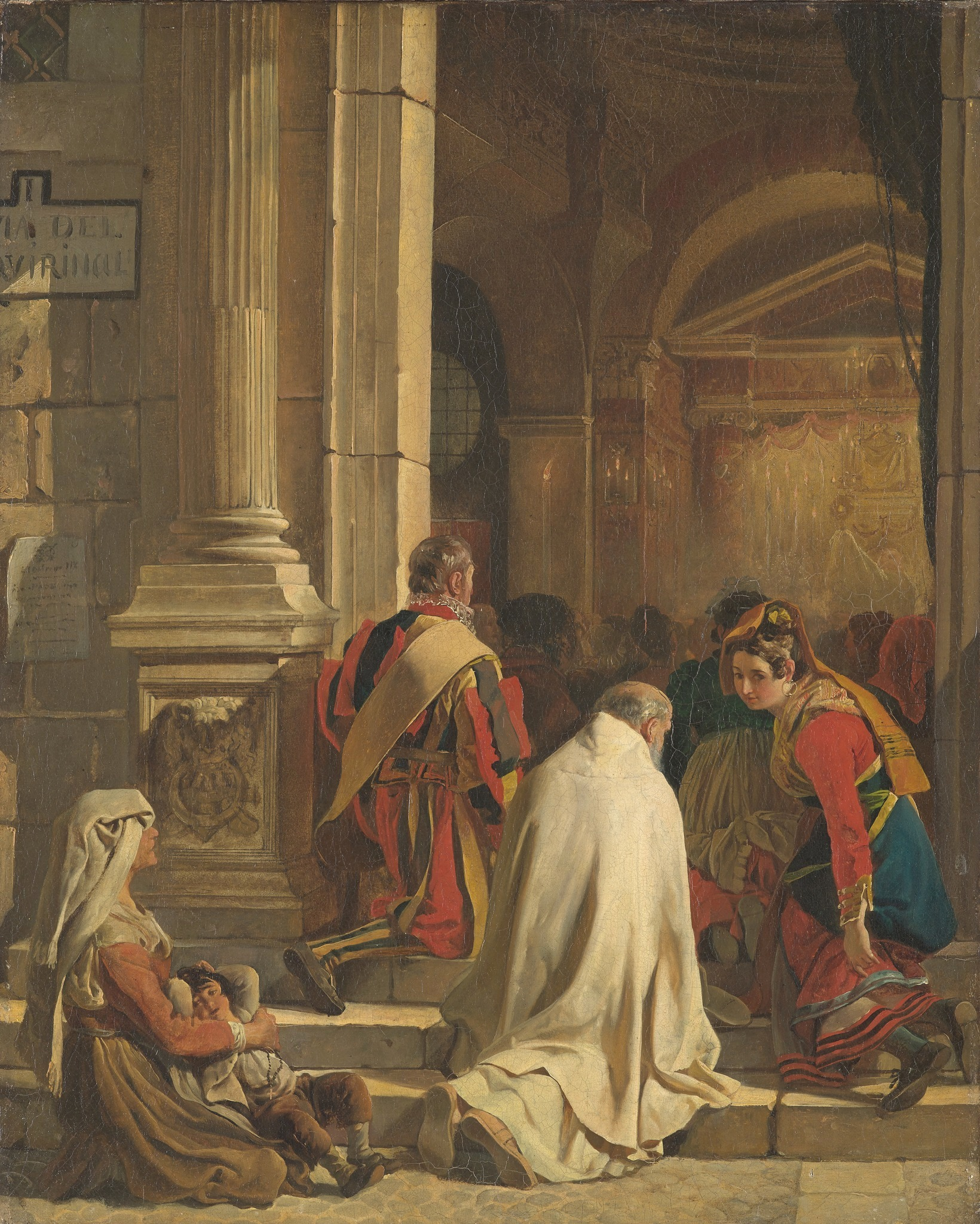
Večerní mše, 1825
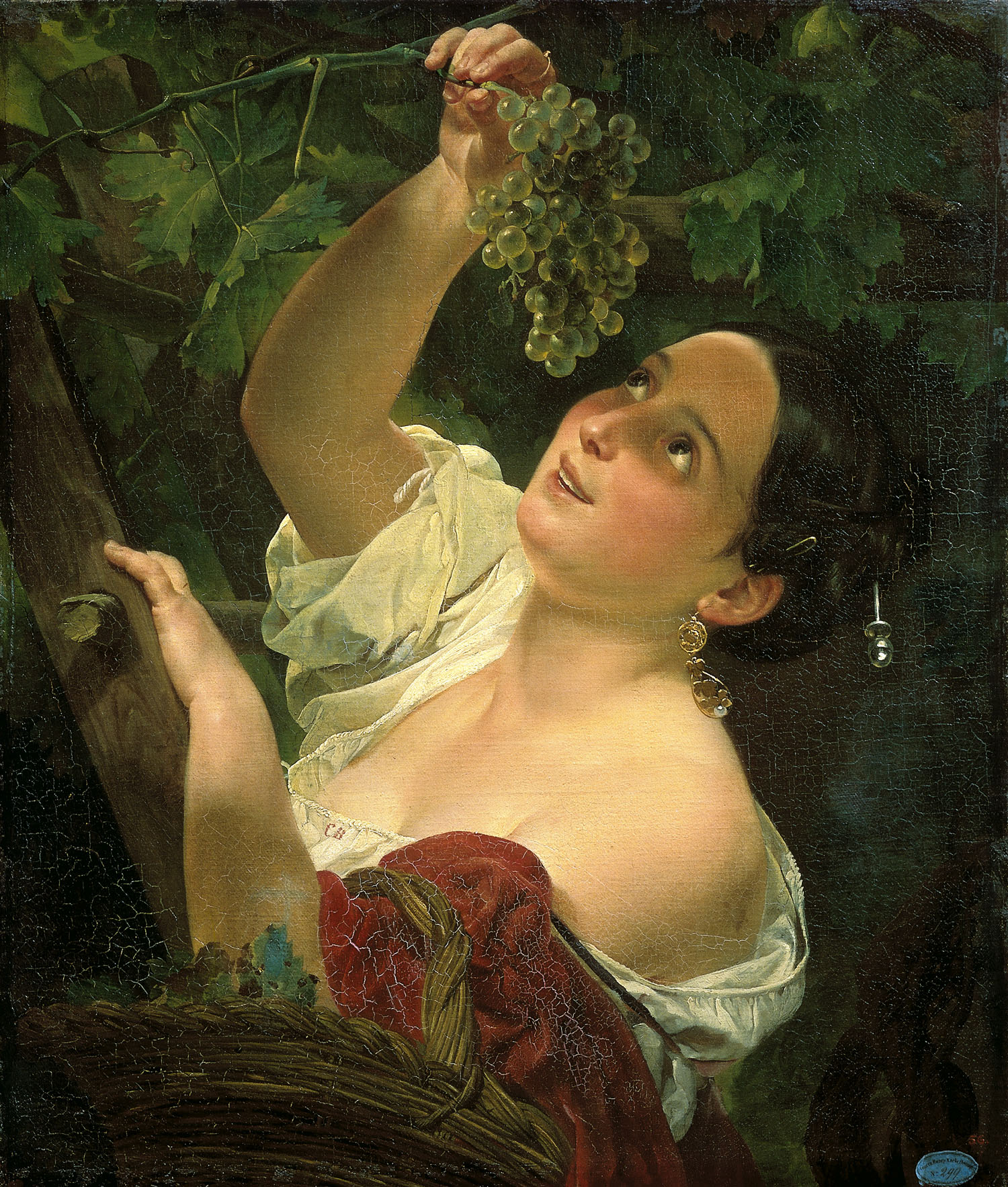
Italské poledne, 1827
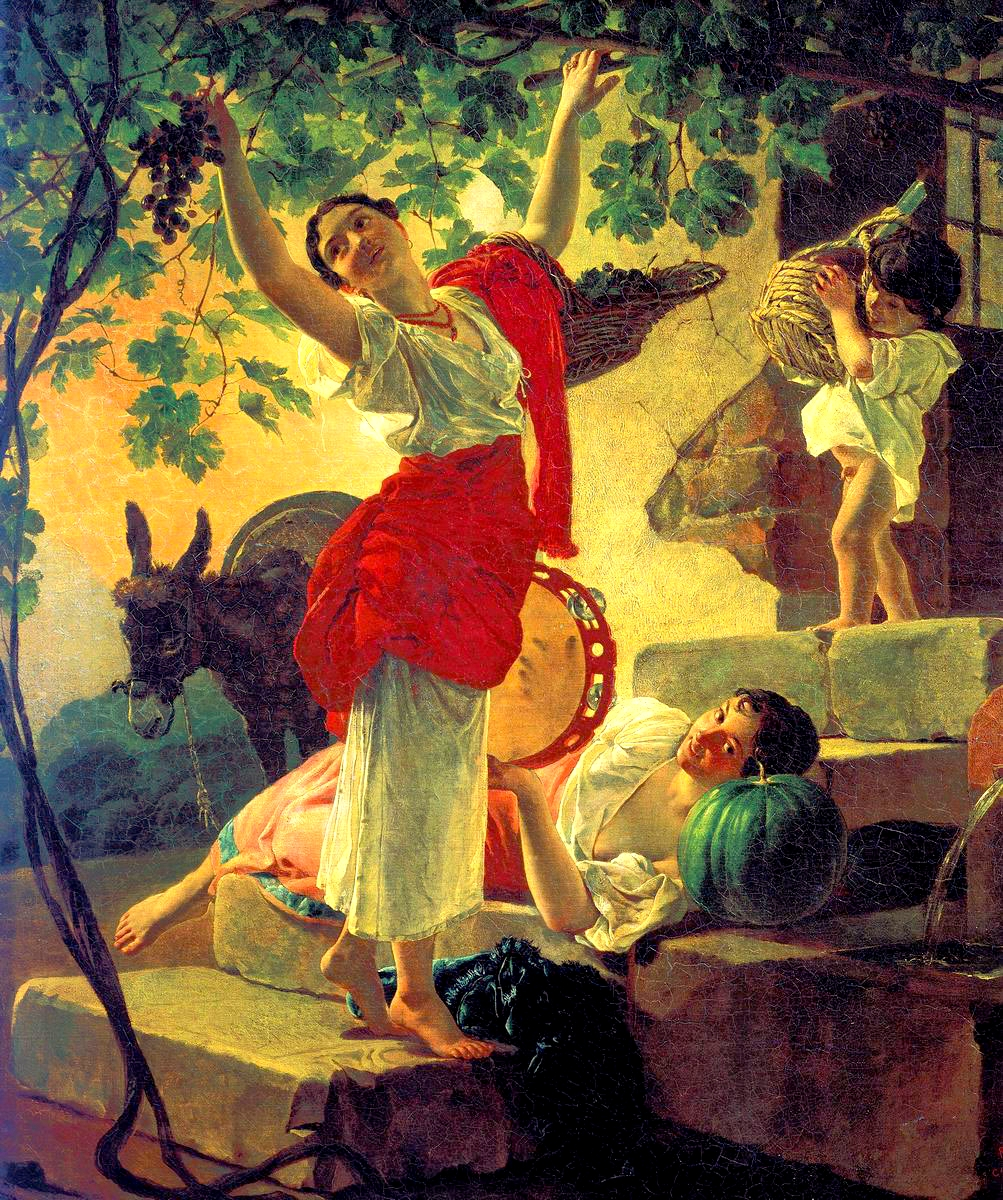
Česání hroznů, 1827
Poslední den Pompejí, 1830–1833
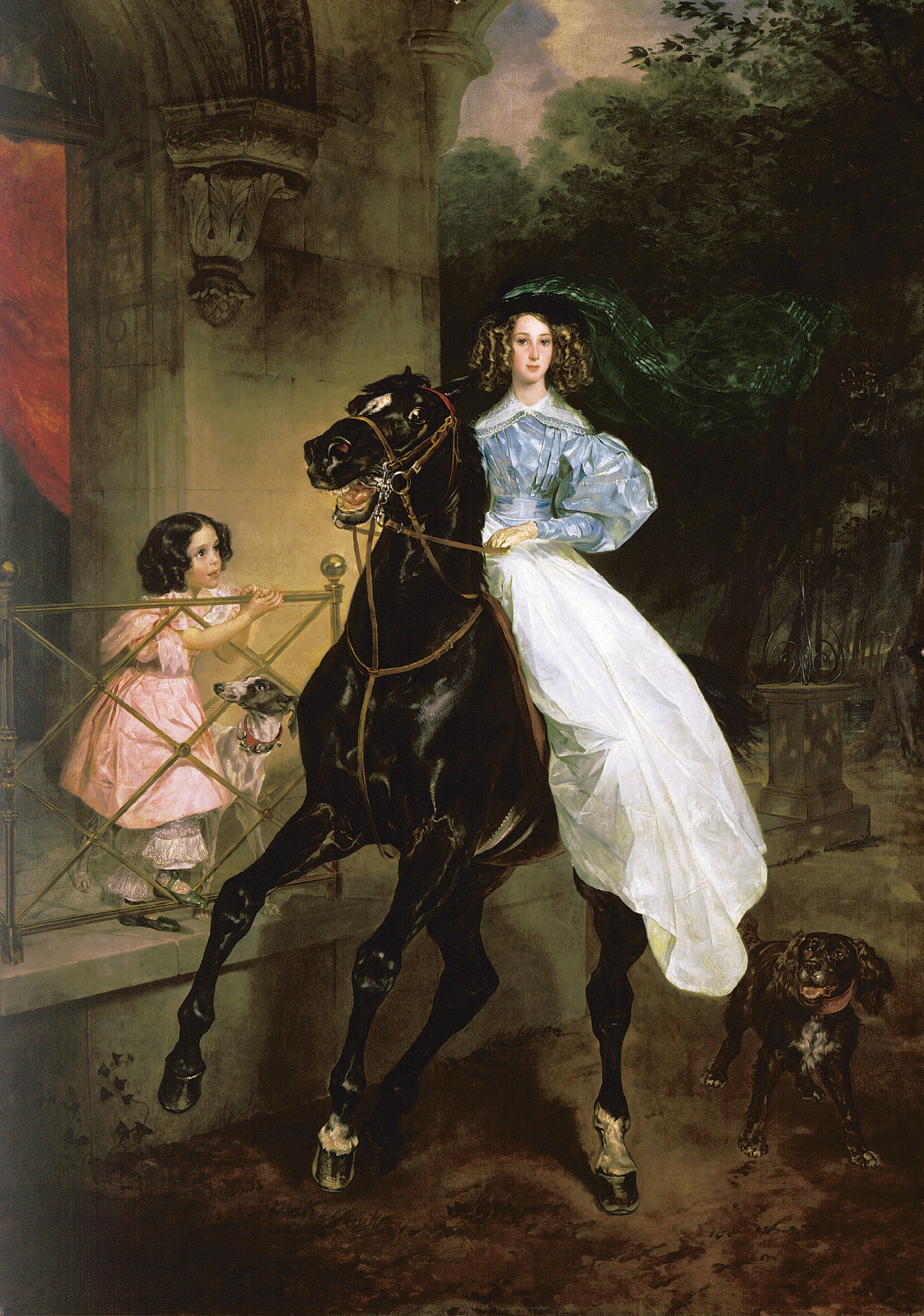
Jezdkyně, 1832
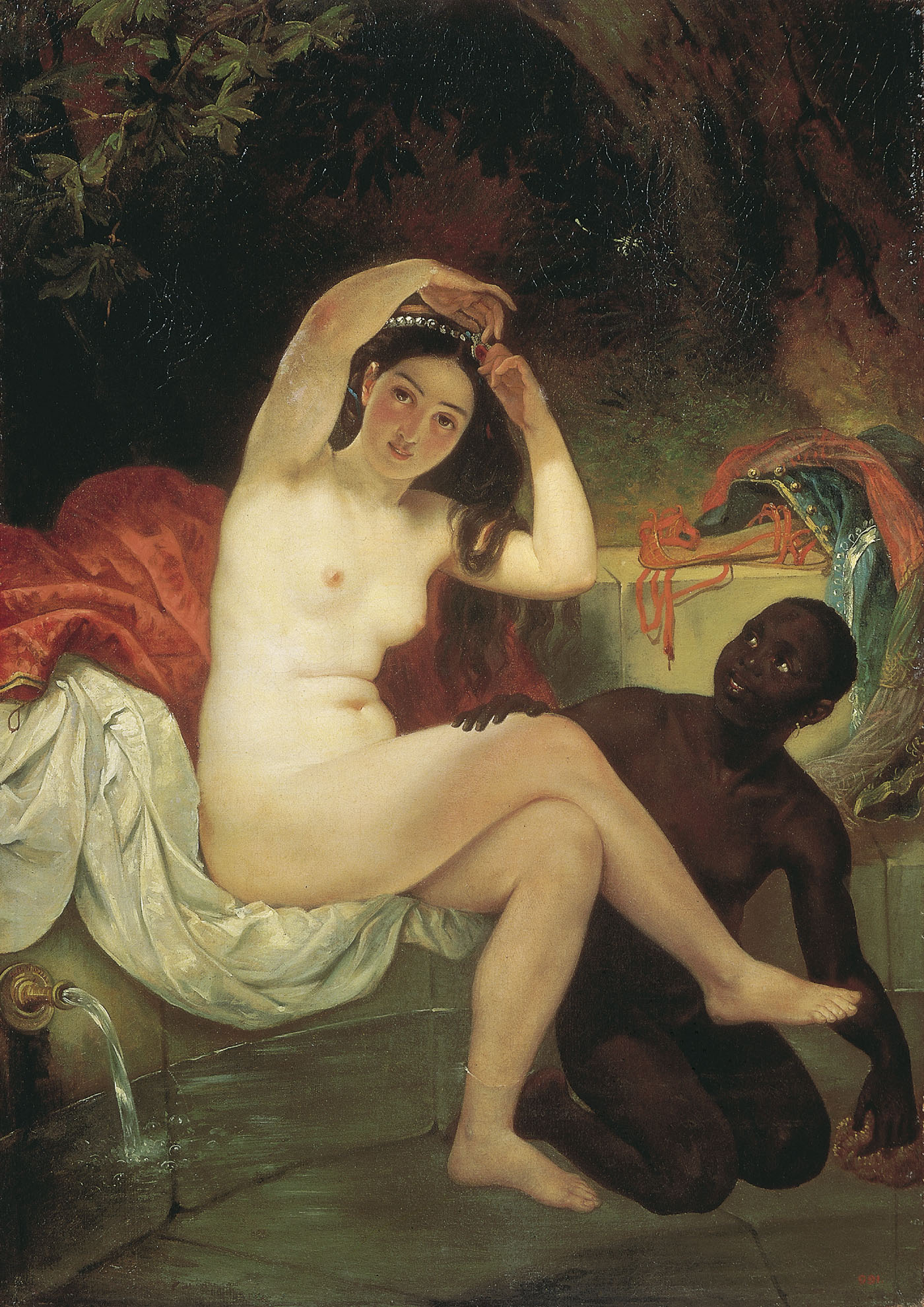
Batšeba, 1832
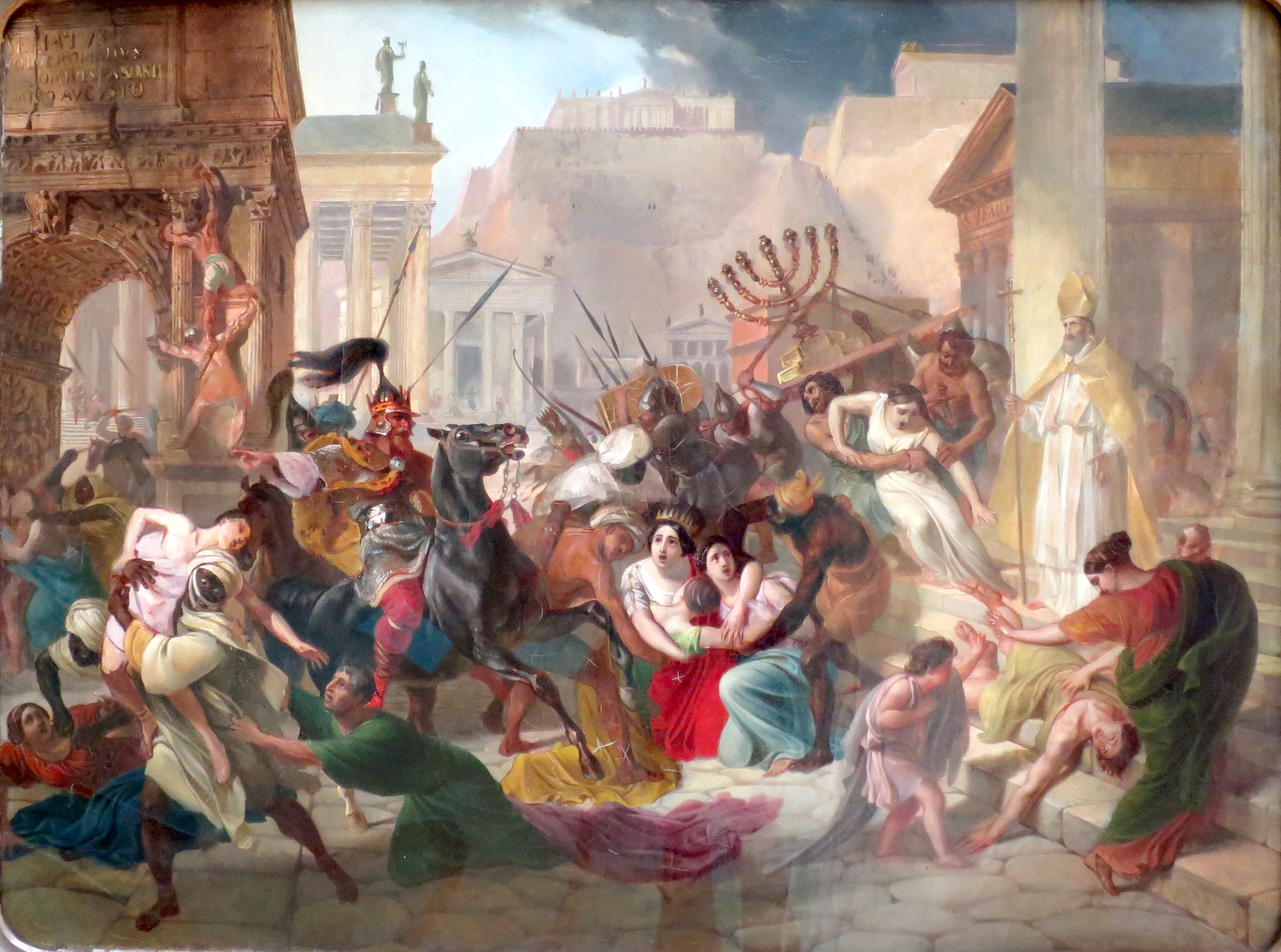
Genserik plenící Řím, 1833–1836
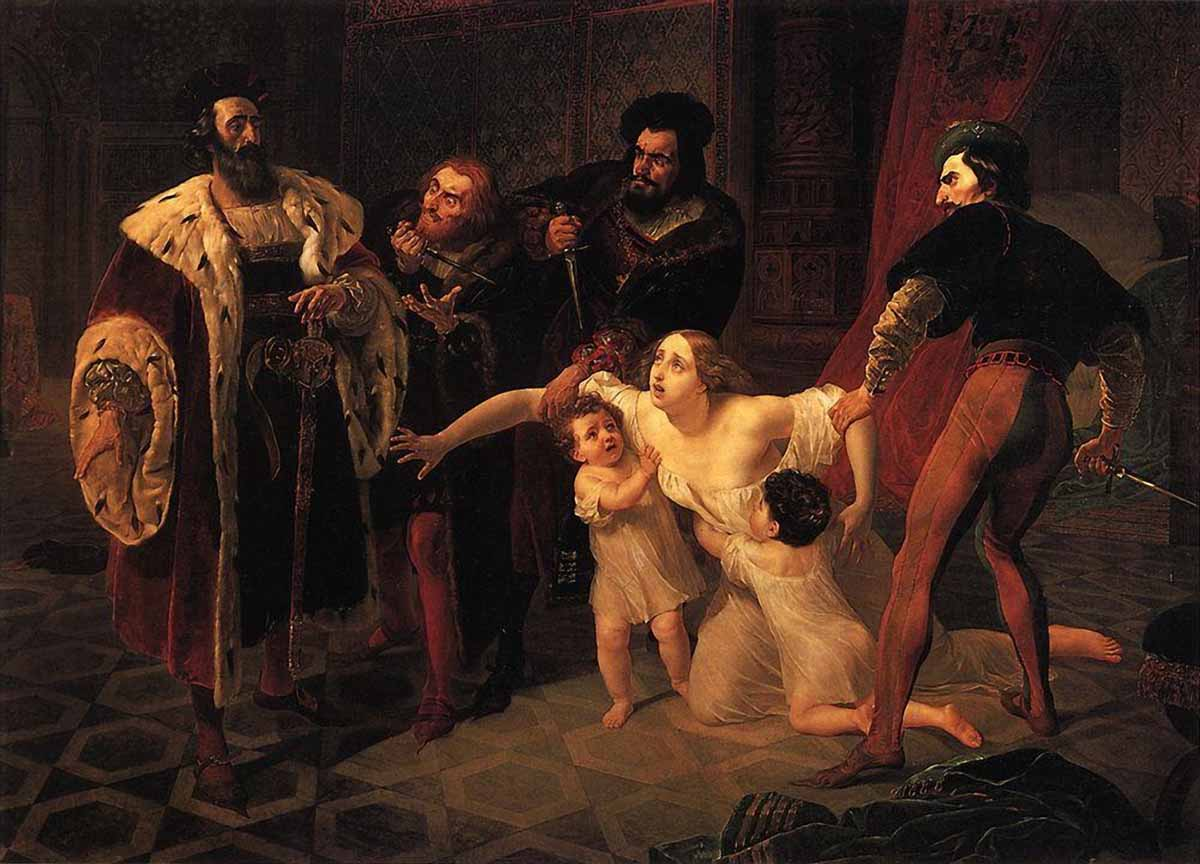
Smrt Inês de Castro, 1834
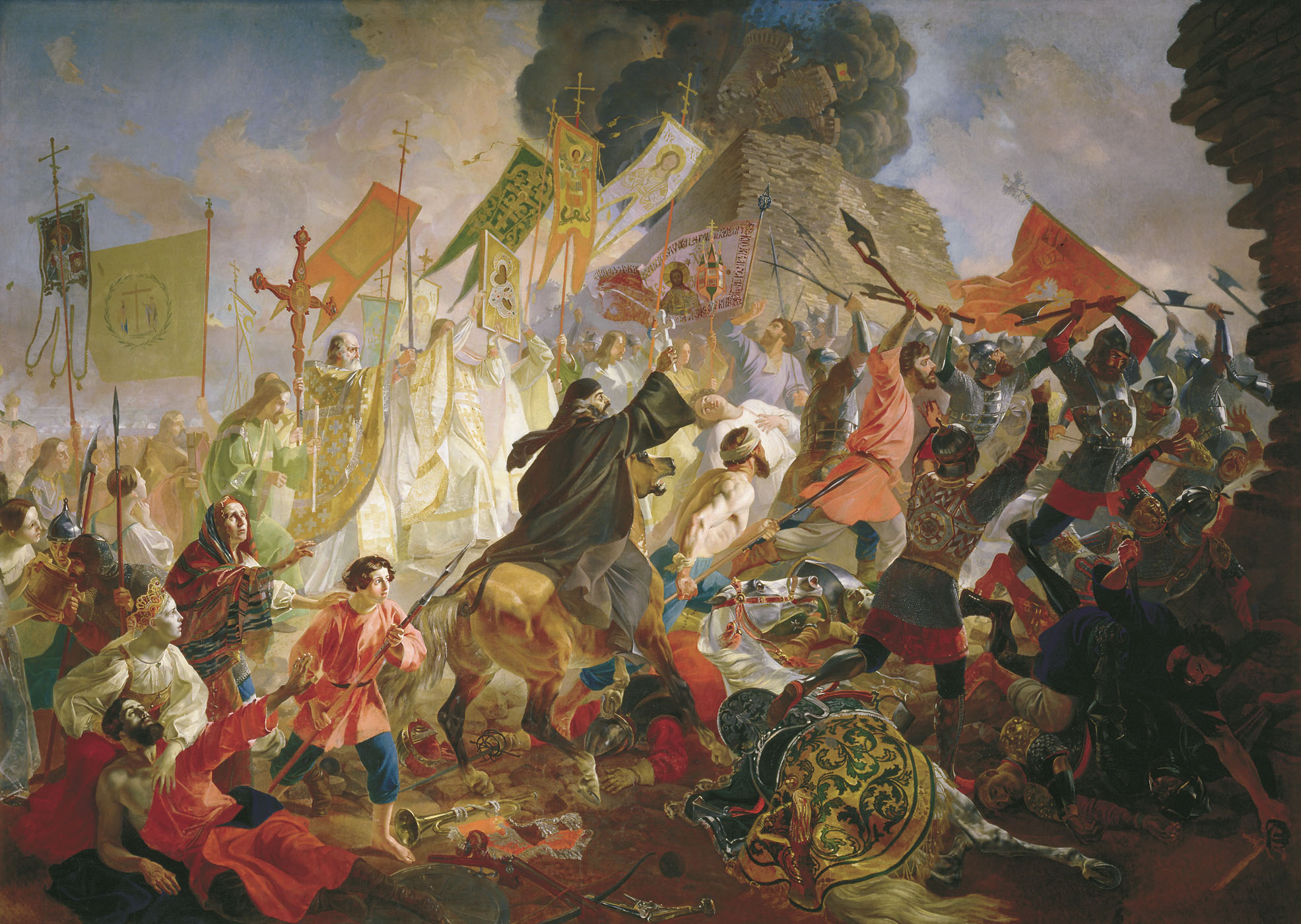
Obléhání Pskova, 1839–1843
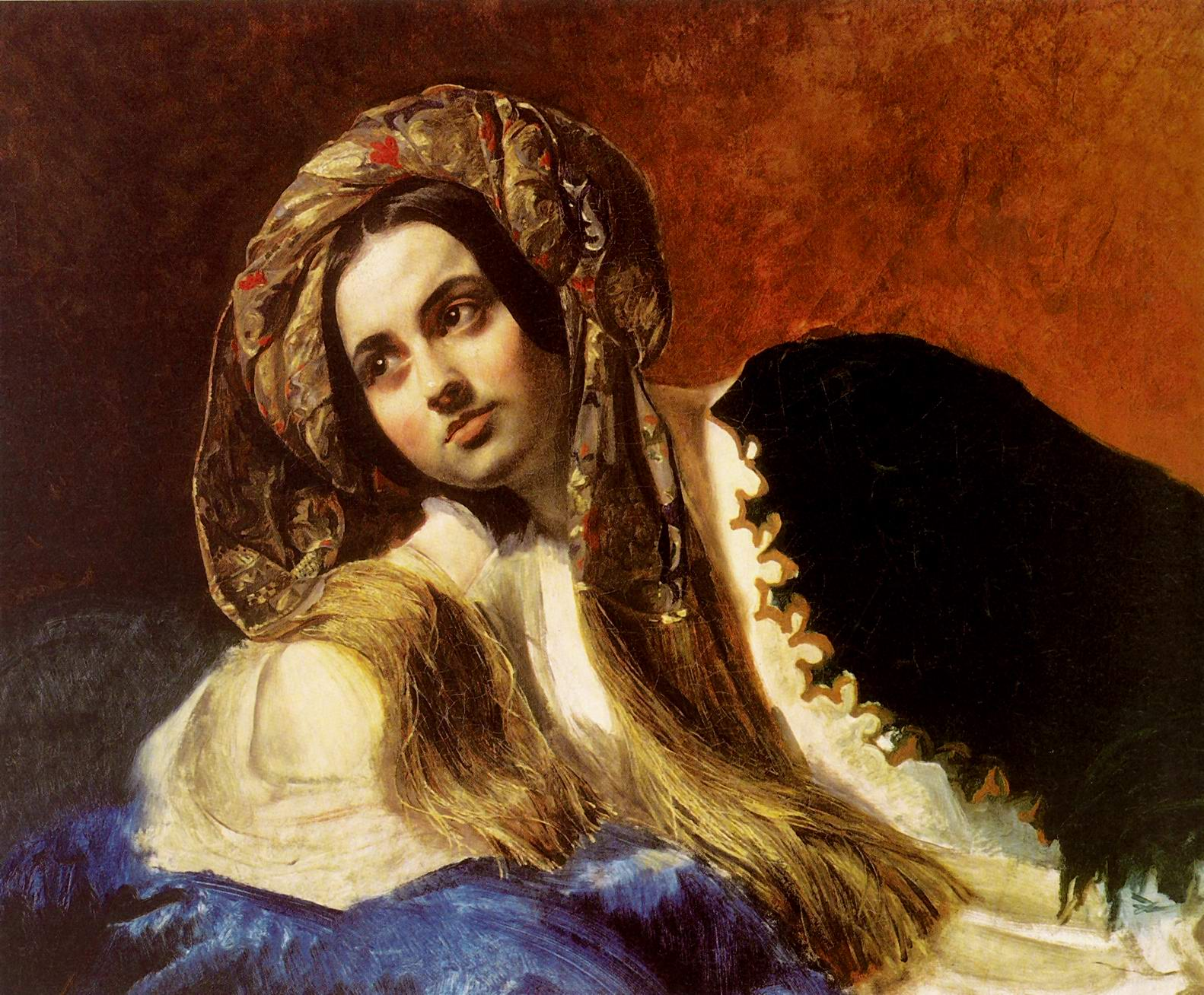
Turecká dívka, 1837–38
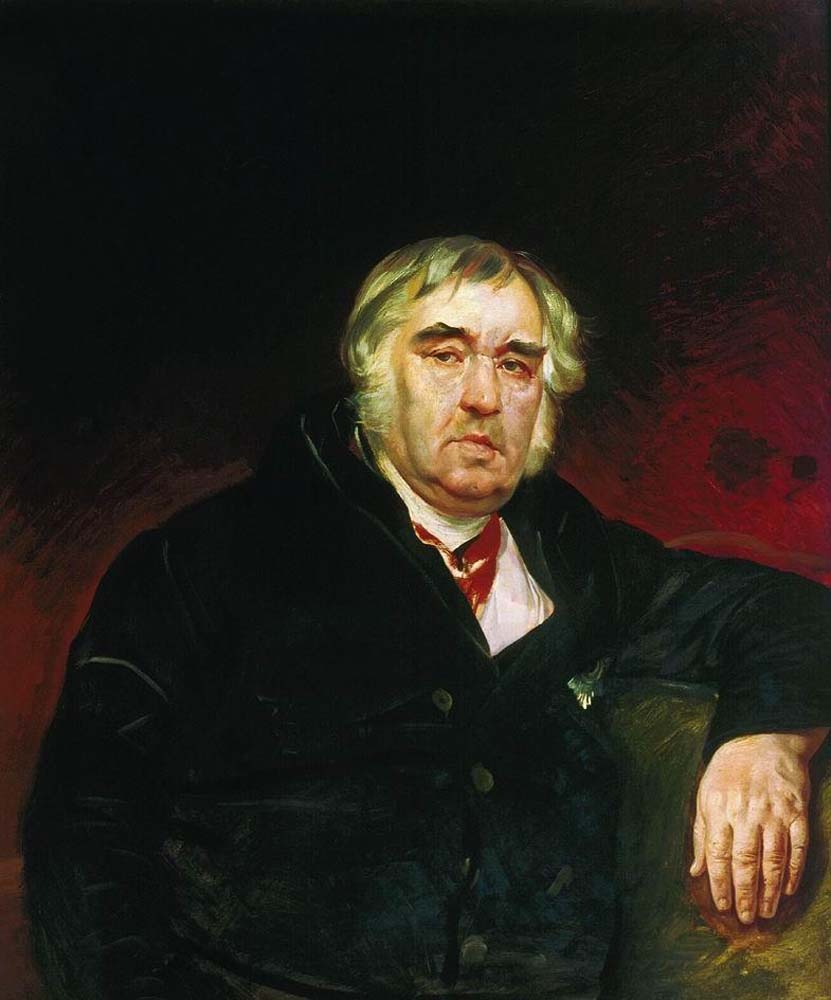
Portrét I. A. Krylova, 1839
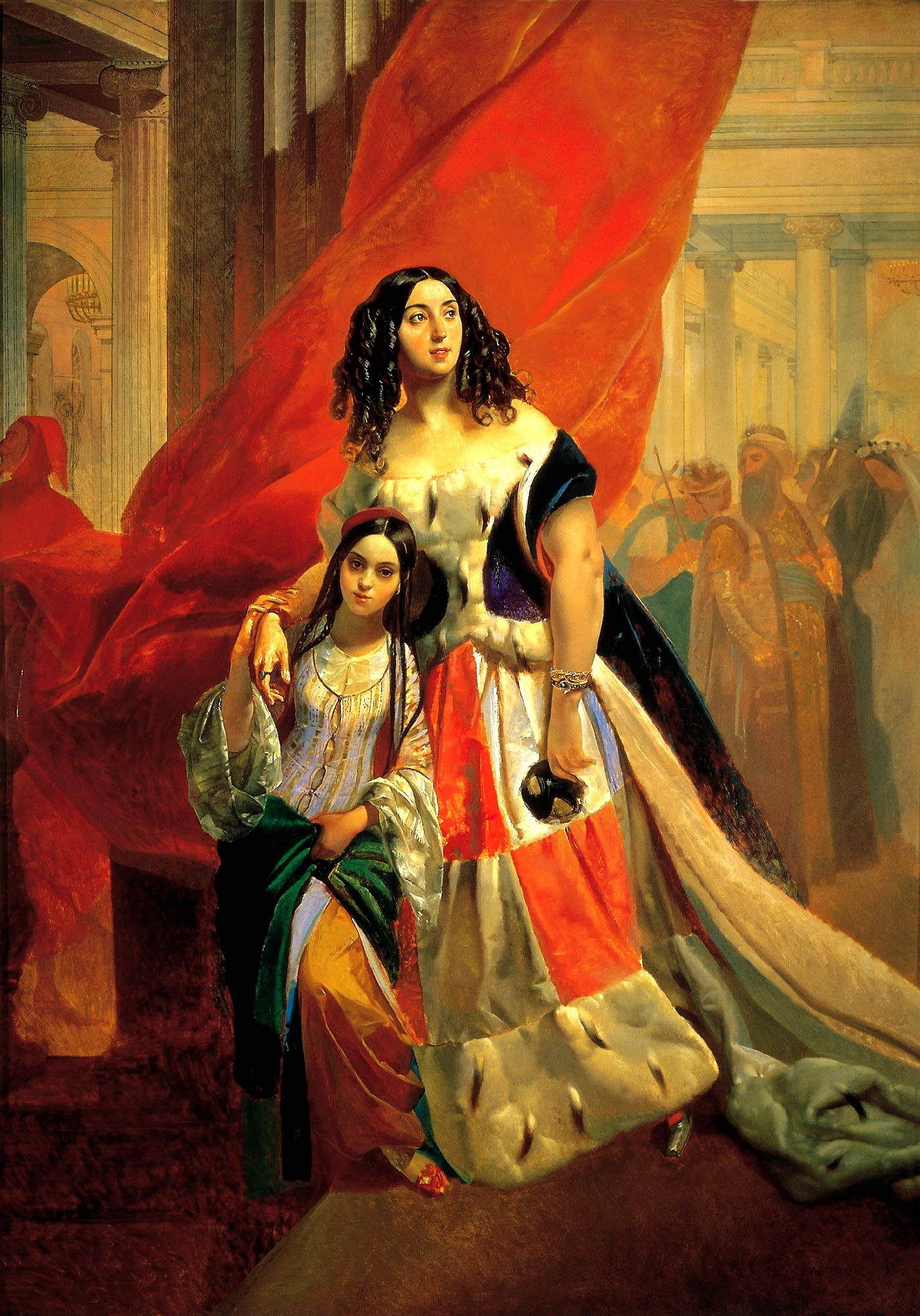
Portrét hraběnky Samojlovové, 1839–1840
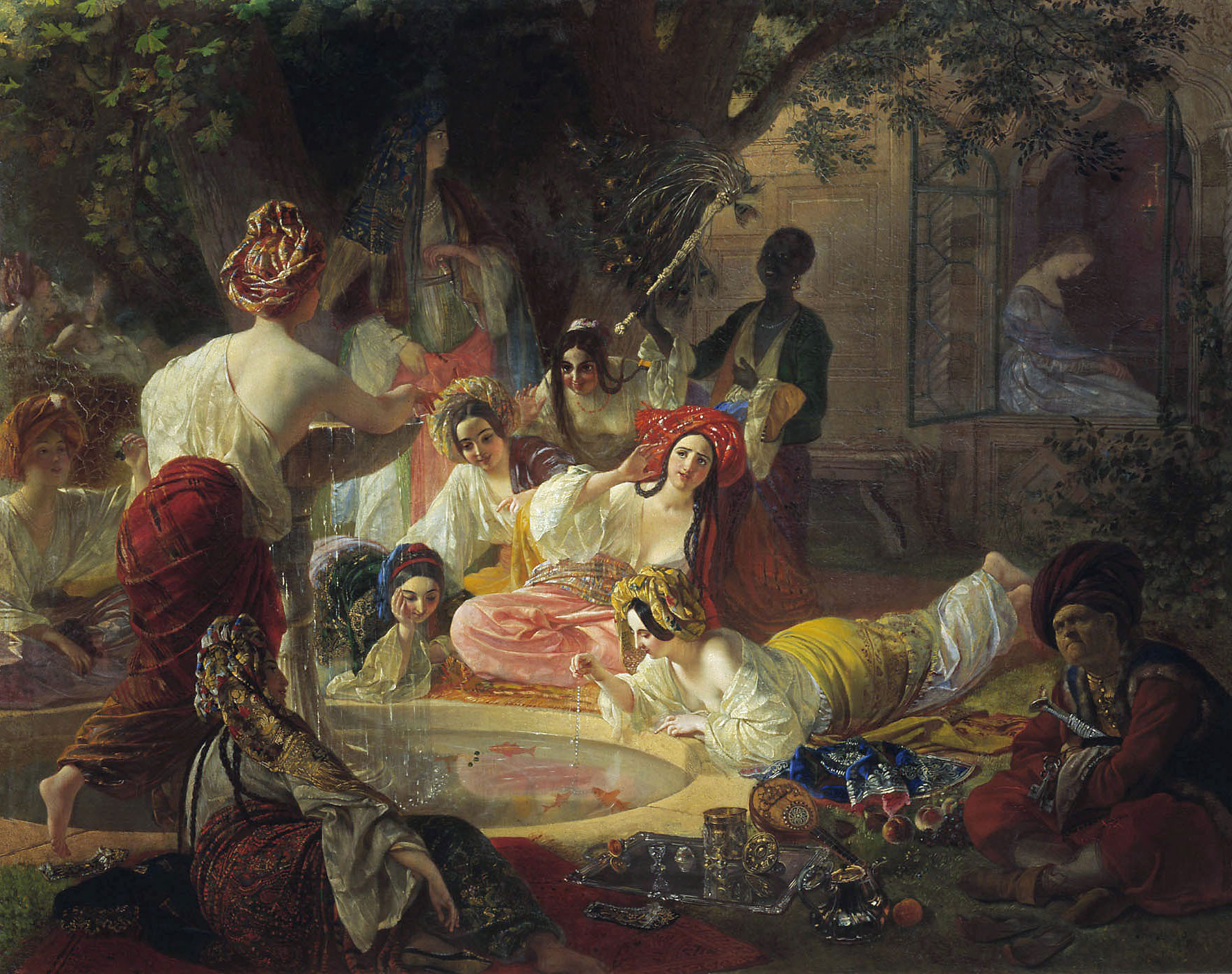
Bachčisarajská fontána, 1849